# Basibasymijn
De Basibasymijn is een mijn in Madagaskar. De mijn is gelegen in de regio Atsimo-Andrefana, nabij Basibasy. Het herbergt met een geschatte 446 miljoen ton erts met 5,5% titanium een van de grootste titaniumvoorraden van Madagaskar.